# Ole Pohlmann
Ole Pohlmann (Alemania, 5 de abril de 2001) es un futbolista alemán que juega como delantero en el Rio Ave F. C. de la Primeira Liga.

## Trayectoria
Graduado en la cantera del club, debutó con el VfL Wolfsburgo II el 23 de febrero de 2020, entrando en el minuto 74 en sustitución de Jannis Heuer en la victoria por 4-2 ante el FC Eintracht Norderstedt 03. Antes de la temporada 2020-21, firmó un nuevo contrato a largo plazo con el club, con la intención de utilizarlo principalmente con Wolfsburgo II. Sin embargo, sólo disputaría ocho partidos durante la temporada 2020-21, marcando un gol, antes de abandonar el club.
En julio de 2021 fichó por el Borussia Dortmund II tras su ascenso a la 3. Liga. Debutó con el club en el primer fin de semana de la temporada, sustituyendo en el minuto 78 a Richmond Tachie en la victoria por 2-1 sobre el FSV Zwickau.

## Estadísticas

### Clubes
Actualizado al último partido disputado el 2 de noviembre de 2024.
| Club                            | Div.          | Temporada     | Liga  | Liga  | Liga   | Copas nacionales | Copas nacionales | Copas nacionales | Copas internacionales | Copas internacionales | Copas internacionales | Total | Total | Total  |
| Club                            | Div.          | Temporada     | Part. | Goles | Asist. | Part.            | Goles            | Asist.           | Part.                 | Goles                 | Asist.                | Part. | Goles | Asist. |
| ------------------------------- | ------------- | ------------- | ----- | ----- | ------ | ---------------- | ---------------- | ---------------- | --------------------- | --------------------- | --------------------- | ----- | ----- | ------ |
| VfL Wolfsburgo II · Alemania    | 4.ª           | 2019-20       | 2     | 0     | 0      | —                | —                | —                | —                     | —                     | —                     | 2     | 0     | 0      |
| VfL Wolfsburgo II · Alemania    | 4.ª           | 2020-21       | 8     | 1     | 0      | —                | —                | —                | —                     | —                     | —                     | 8     | 1     | 0      |
| VfL Wolfsburgo II · Alemania    | Total club    | Total club    | 10    | 1     | 0      | 0                | 0                | 0                | 0                     | 0                     | 0                     | 10    | 1     | 0      |
| Borussia Dortmund II · Alemania | 3.ª           | 2021-22       | 35    | 2     | 1      | —                | —                | —                | —                     | —                     | —                     | 35    | 2     | 1      |
| Borussia Dortmund II · Alemania | 3.ª           | 2022-23       | 31    | 3     | 7      | —                | —                | —                | —                     | —                     | —                     | 31    | 3     | 7      |
| Borussia Dortmund II · Alemania | 3.ª           | 2023-24       | 29    | 13    | 10     | —                | —                | —                | —                     | —                     | —                     | 29    | 13    | 10     |
| Borussia Dortmund II · Alemania | Total club    | Total club    | 95    | 18    | 18     | 0                | 0                | 0                | 0                     | 0                     | 0                     | 95    | 18    | 18     |
| Borussia Dortmund · Alemania    | 1.ª           | 2023-24       | 2     | 0     | 0      | 0                | 0                | 0                | —                     | —                     | —                     | 2     | 0     | 0      |
| Borussia Dortmund · Alemania    | Total club    | Total club    | 2     | 0     | 0      | 0                | 0                | 0                | 0                     | 0                     | 0                     | 2     | 0     | 0      |
| Rio Ave F. C. Portugal          | 1.ª           | 2024-25       | 7     | 0     | 0      | 0                | 0                | 0                | —                     | —                     | —                     | 7     | 0     | 0      |
| Rio Ave F. C. Portugal          | Total club    | Total club    | 7     | 0     | 0      | 0                | 0                | 0                | 0                     | 0                     | 0                     | 7     | 0     | 0      |
| Total carrera                   | Total carrera | Total carrera | 114   | 19    | 18     | 0                | 0                | 0                | 0                     | 0                     | 0                     | 114   | 19    | 18     |